# Catocala fuscinupta
Catocala fuscinupta är en fjärilsart som beskrevs av George Francis Hampson 1913. Catocala fuscinupta ingår i släktet Catocala och familjen nattflyn. Inga underarter finns listade i Catalogue of Life.